# Nassogne
Nassogne es un municipio de la región de Valonia, en la provincia de Luxemburgo, Bélgica. A 1 de enero de 2019 tenía una población estimada de 5498 habitantes.

## Geografía
Se encuentra ubicada al sureste del país, en la región de las Ardenas y esta bañada por el río Lomme, un afluente del Lesse.

### Secciones del municipio
El municipio comprende los antiguos municipios, que se fusionaron en 1977:
| - Nassogne - Ambly - Bande - Forrières - Grune - Harsin - Lesterny - Masbourg |

### Pueblos y aldeas del municipio

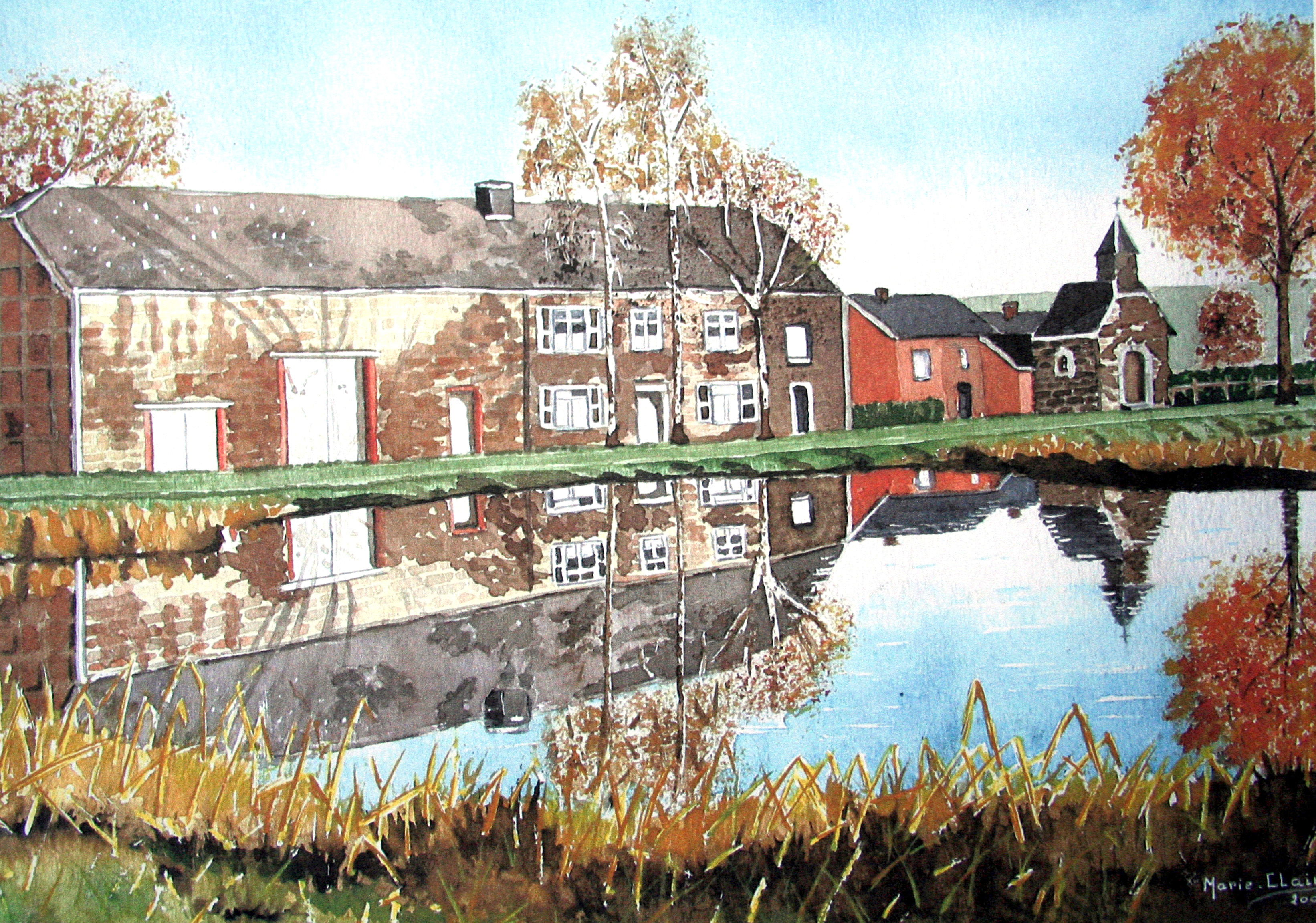
Estanque "Les Goffes".

El municipio comprende los pueblos y aldeas de: 
- en Harsin: Chavanne y Charneux
- en Masbourg: Mormont

## Demografía

### Evolución
Todos los datos históricos relativos al actual municipio, el siguiente gráfico refleja su evolución demográfica, incluyendo municipios después de efectuada la fusión el 1 de enero de 1977.
| Gráfica de evolución demográfica de Nassogne entre 1846 y 2020 |
|                                                                |

## Ciudades hermanas
- Ledegem (Bélgica) - Forrières
- Martel (Francia) - Nassogne